# Antonio Francese
Antonio Francese   (29 d'octubre de 1899 - Montevideo, 1979) va ser un militar i polític uruguaià pertanyent al Partit Colorado. Va ser inspector de l'exèrcit el 1958.
Francese va ser ministre de Defensa i de l'Interior (1970–1971) durant el govern dels presidents Óscar Diego Gestido i Jorge Pacheco Areco.
El febrer de 1972, el llavors president Juan María Bordaberry Arocena, en un intent per detenir el creixent poder militar, va nomenar Francese com a ministre de Defensa, però l'acció no va tenir resultat i l'any següent tindria lloc el cop d'estat.